# Parcs et espaces verts dans le borough londonien de Barking et Dagenham

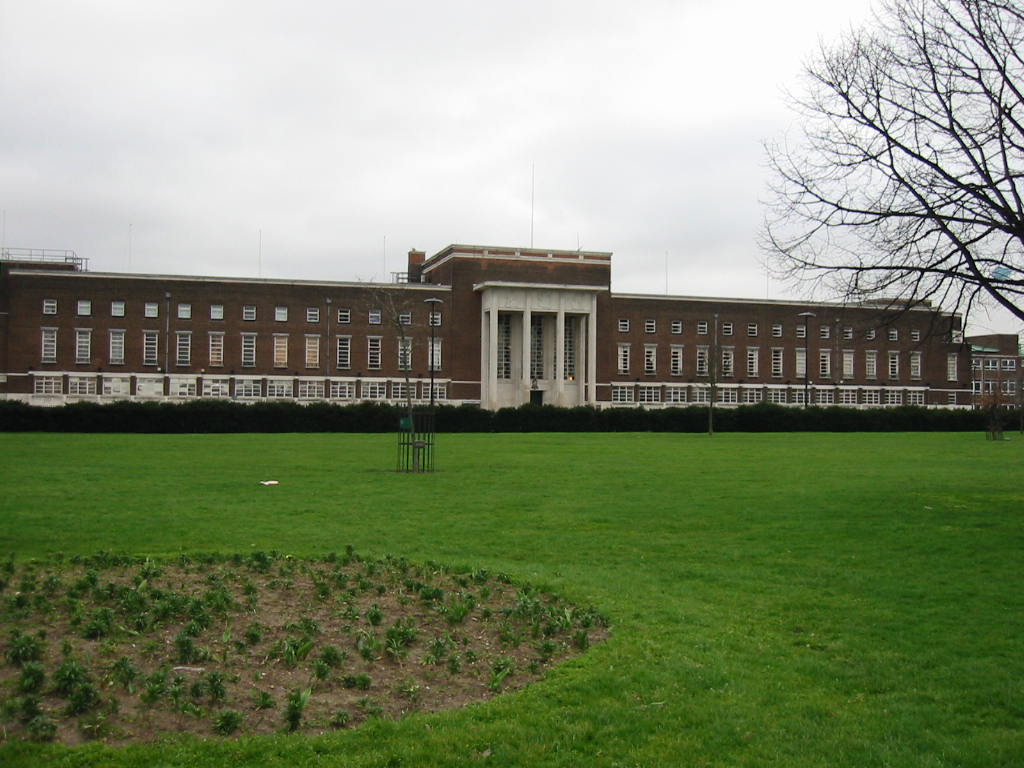
Dagenham Civic Centre est entouré d'espaces verts paysagers.

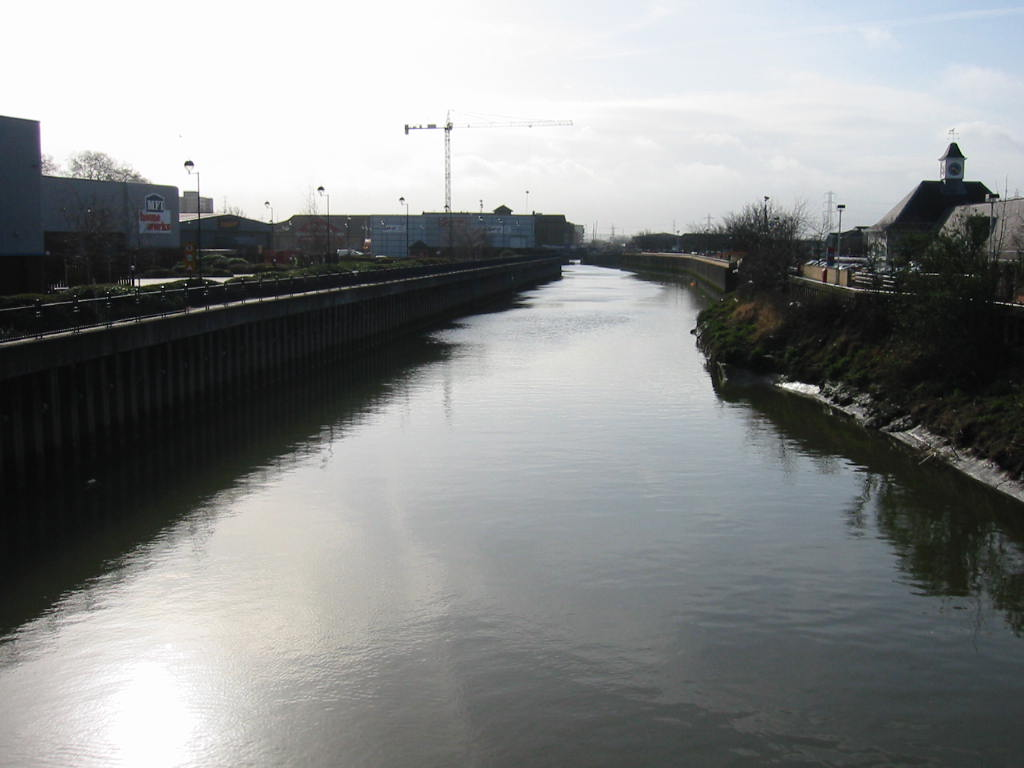
Rivière Roding à Barking.

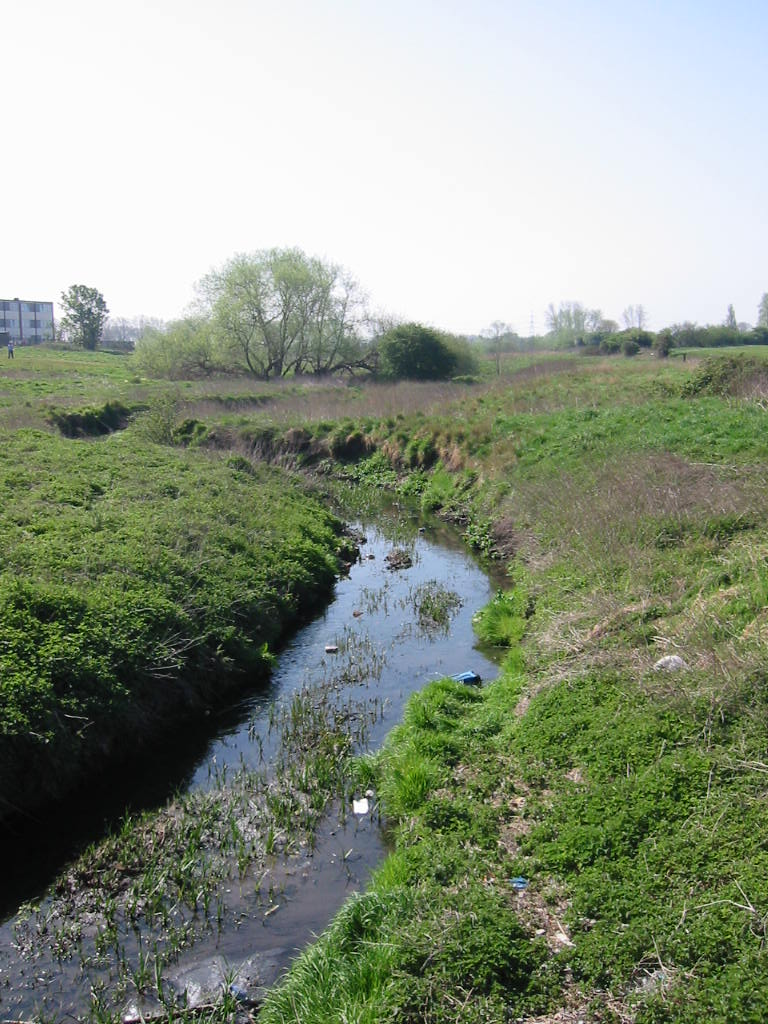
Beam Valley, Dagenham

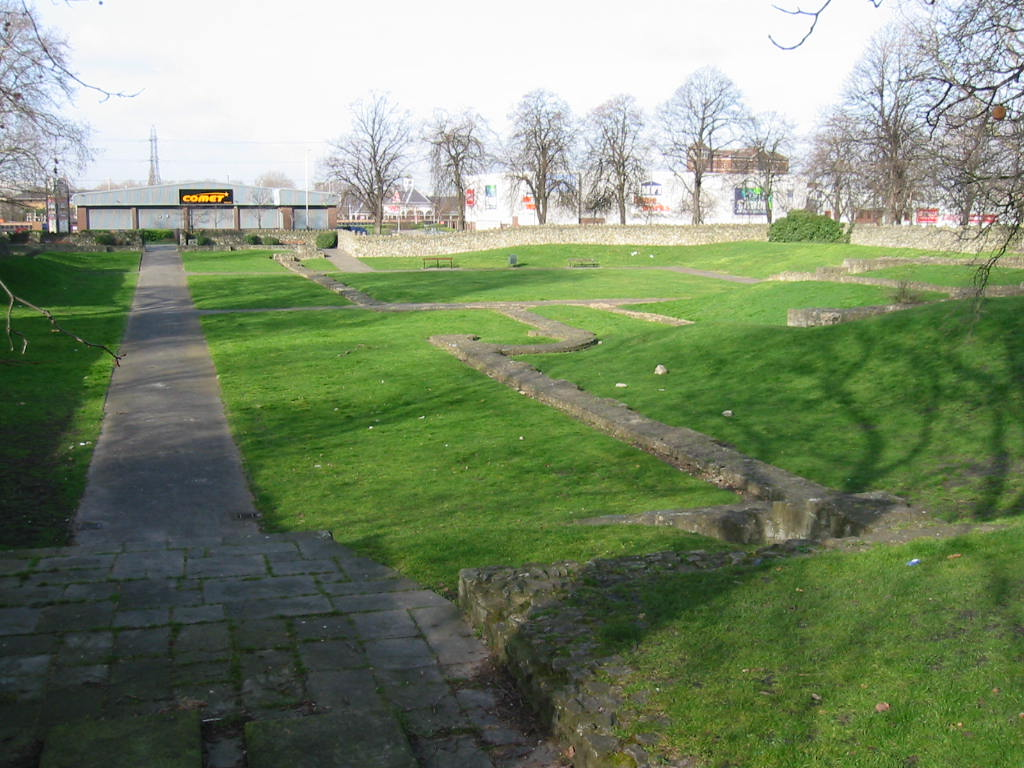
Les ruines de l'Abbaye de Barking forment un espace ouvert.

Le Borough londonien de Barking et Dagenham, l’un des boroughs périphériques de Londres, comptent plus de 25 parcs, jardins et espaces verts. Ceux-ci fournissent les "poumons verts" pour les activités de loisirs.

## Principaux espaces verts
Outre les espaces verts plus petits tels que les terrains de sport et les jardins plus petits, voici les principaux espaces verts de l’arrondissement:

### Barking
- Barking Park
- Greatfields Park
- Newlands Park
- Essex Road Gardens
- Central Area Open Space
- Quaker Gardens
- Barking Abbey Ruins
- Barking Town Quay Open Space
- St. Margaret's Churchyard

### Dagenham
- Central Park
- Valence Park et Valence House Grounds
- Parsloes Park
- Mayesbrook Park
- Pondfield Park
- Old Dagenham Park
- Castle Green
- Goresbrook Park
- Eastbrookend Country Park
- King George's Field
- The Leys

### Chadwell Heath
- St. Chads Park
- Marks Gate Open Space (Aussi appelé Tantony Green)

### Marks Gate
- Marks Gate Open Space (Aussi appelé Tantony Green)
- Kingston Hill Avenue Recreation Ground

Le Mayesbrook Park, dans le borough, est l'un des 11 parcs du Grand Londres choisis pour recevoir des fonds pour le réaménagement par vote public en 2009. Le parc a reçu 400 000 £ pour de meilleurs sentiers, plus de lumière, des toilettes publiques rénovées et de nouvelles aires de jeux pour enfants.

## Eau
La Tamise forme la limite sud du borough. Dans de nombreux endroits, il y a un sentier qui longe la rivière. Cependant, la vue est problématique en raison des fortes protections anti-inondations et des locaux industriels situés au bord de l'eau.
La Rivière Roding forme la frontière ouest avec le Borough londonien de Newham. Ceci est accessible autour du quartier de Town Quay, l'ancien port de Barking.

## Réserves naturelles locales
Les réserves naturelles locales du borough sont: Beam Valley Country Park, Dagenham Village Churchyard, Eastbrookend Country Park, Mayesbrook Park South, Parsloes Park Squatts, Ripple Nature Reserve, Scrattons Eco Park et The Chase Nature Reserve.